# Saurauia oreophila
Saurauia oreophila é uma espécie de planta da família Actinidiaceae. Encontra-se na Guatemala e no México. Ela está ameaçada pela perda de habitat.